# レムチャバン港
座標: 北緯13度5分 東経100度53分 / 北緯13.083度 東経100.883度
レムチャバン港 （レムチャバンこう、タイ語:ท่าเรือแหลมฉบัง、英語：Laem Chabang Port) は、タイ中部チョンブリー県バーンラムン郡にあるタイ王国の代表的な港湾。「レームチャバン港」と日本語では記載されることもある。タイランド湾の最奥部であるバンコク湾の出口付近にあり、バンコク湾の他の大規模港湾よりも外海に近い位置にある。
1991年に、コンテナ化に対応するために開港した国際貿易港である。開港後、急速な発展を遂げており、1997年に同国バンコク港の貨物取扱量を抜き最大の港湾となった。タイに立ち寄る国際的なコンテナ船航路のほとんどがこの港を使用している。
コンテナ船をはじめバルク船、自動車専用のターミナルも併設されている。敷地面積1,014ha。
バンコク東30kmにある通関拠点、ラートクラバン内陸コンテナ・デポ(Lat Krabang ICD)とは一体的に運営されている。レムチャバン港のコンテナターミナルとこのデポの間は鉄道で直接結ばれている他、レムチャバン港-バンコク間の高速道路も開通しており、トラクターによる道路輸送も可能。
同港にはレムチャバン工業団地が隣接している。

## 所在地

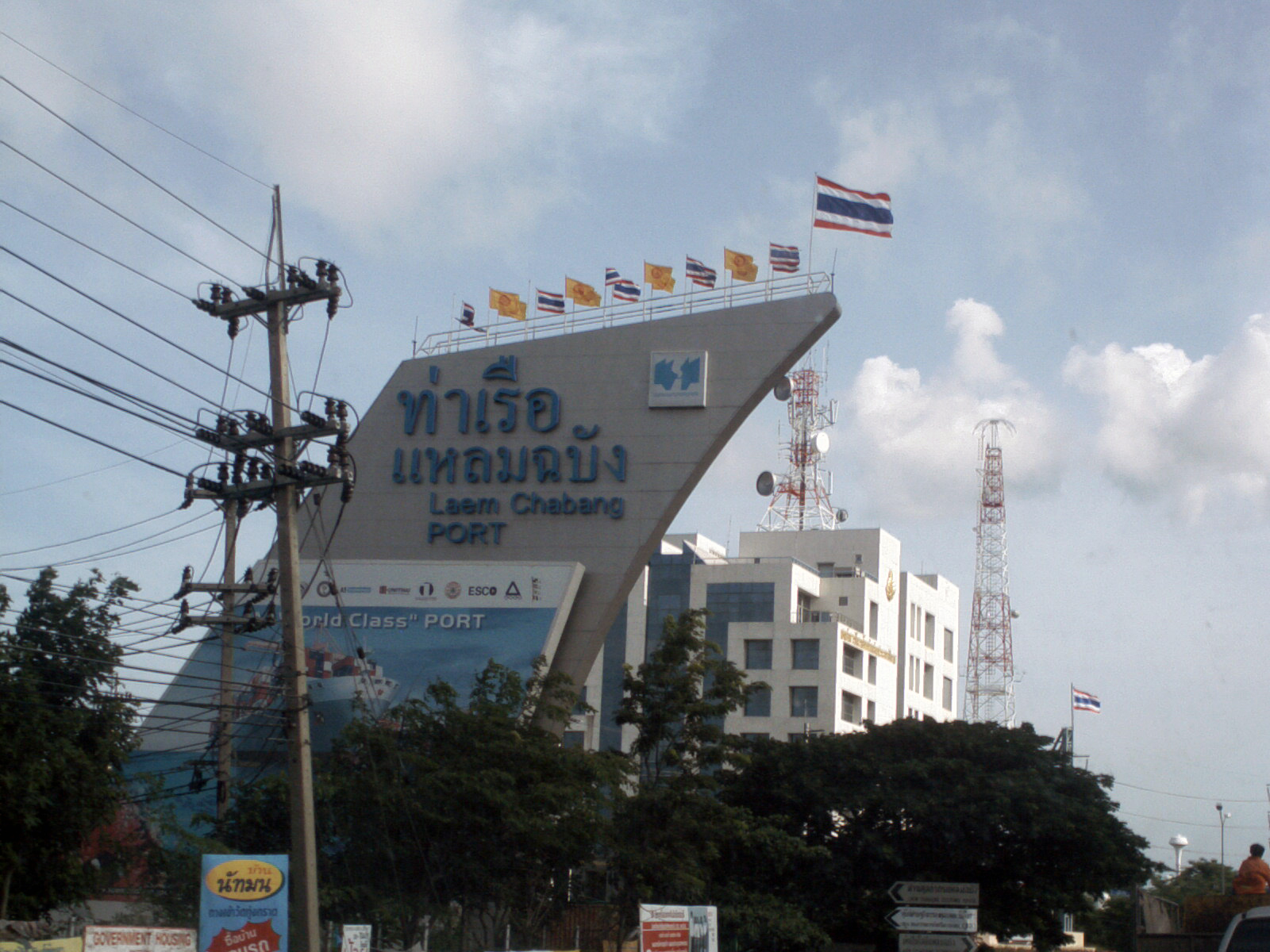
レムチャバン港の入り口

- チョンブリー県 シーラーチャー郡 タムボン・トゥンスクラー（ตำบลทุ่งสุขลา อำเภอศรีราชา จังหวัชลบุรี)
  - バンコクの南130km（高速道路接続、2時間）
  - パッタヤーの北25km

## ターミナル
同港のターミナルは、現在4区画のターミナルで構成されている。Aターミナル（6バース）、Bターミナル（5バース）、Cターミナル（4バース）、Dターミナル（3バース）があり、民間会社によって運営されている。
- A ターミナル‐旅客船バース、自動車輸送用のRORO船バース、多用途船バース、バラ積み貨物船バースなど （6バース:A0-A6）
- B ターミナル‐コンテナバース（5バース:B1-B5）
- C ターミナル‐コンテナバース（含RORO船の利用可能なバース：1バース）（4バース:C0-C3）
- D ターミナル‐コンテナバース（3バース:D1-D3）

さらに補修用ドック、危険物保管庫がある。

## 鉄道貨物輸送
レムチャバン港へは、1992年にタイ国鉄東線サッタヒープ支線シーラーチャー駅から分岐する貨物線が開通しており、1996年にはバンコク郊外にラートクラバン内陸コンテナ・デポ及び貨物駅（フアタケー駅分岐）が建設され、レムチャバン港との間は鉄道で接続された。更に、輸送経路に当たる東線の一部区間の三線化・サッタヒープ支線のレムチャバン港駅までの区間の複線化が実施されている。この区間ではタイ国鉄により一日あたり10往復20便程度のコンテナ貨物列車が運行されており、列車は1列車34輌、総積載量68TEU。レムチャバン港との間の輸送のうち鉄道の占めるシェアは約30％。
- レムチャバン港駅（LCP）-(0:15）-レムチャバン駅（LCB）-(3:00)-ラートクラバン内陸コンテナ・デポ駅（ICD）

また、ラートクラバン内陸コンテナ・デポからは、タイ国鉄東線・南本線を経由してマレー鉄道へ直通し、クアラルンプール近郊のクラン港との間を結ぶ国際コンテナ列車も運行されている。

## 姉妹港
- 北九州港 （福岡県北九州市、1991年（平成3年）7月締結）